# Le Porge
Le Porge es una población y comuna francesa, situada en la región de Nueva Aquitania, departamento de Gironda, en el distrito de Burdeos y cantón de Castelnau-de-Médoc. El pequeño balneario de Le Porge Océan y el centro  naturista de La Jenny  se encuentran a 10 kilómetros del pueblo a orillas del Océano Atlántico ( playas vigiladas ) en la Costa de Plata. Limita al norte con Lacanau , al este con Saumos y le Temple , al sur con Arès y Lège-Cap-Ferret y al oeste con el océano Atlántico . 

## Demografía
| 1087 | 1149 | 1058 | 1100 | 1230 | 1507 |
| Para los censos de 1962 a 1999 la población legal corresponde a la población sin duplicidades (Fuente: INSEE [Consultar]) |      |      |      |      |      |